# Cámara de Comercio Británica en España
La Cámara de Comercio Británica en España (o British Chamber of Commerce in Spain, en inglés) es una organización sin ánimo de lucro fundada en Barcelona en 1908 por iniciativa de la Embajada Británica, que ofrece a sus miembros la posibilidad de establecer negocios e intercambios comerciales. La sede de la cámara se encuentra en Barcelona, en la Plaza de Cataluña, pero también cuenta con oficinas en Madrid, en la Calle de José Abascal, y Marbella, en San Pedro de Alcántara.
Como la mayoría de cámaras de comercio, la Cámara establece contactos entre empresas, en este caso entre empresas británicas y españolas. También ofrece servicios de soporte para establecer contactos, invitaciones a eventos y publicidad a través de la prensa estatal y local. Entre los socios de la cámara se pueden encontrar tanto pequeñas y medianas empresas como multinacionales. Ofrece oportunidades a los socios para establecer redes de contactos y relacionarse con personas influyentes del mundo de los negocios y, así, poner en contacto a los mercados del Reino Unido y España. Se mostró partidaria de la permanencia del Reino Unido en la Unión Europea y contraria al brexit.